# Am Sachsenhof
Am Sachsenhof, auch Kolonie Sachsenhof ist eine zum  Ortsteil Klingenberg der sächsischen Gemeinde Klingenberg im Landkreis Sächsische Schweiz-Osterzgebirge gehörige Ansiedlung.

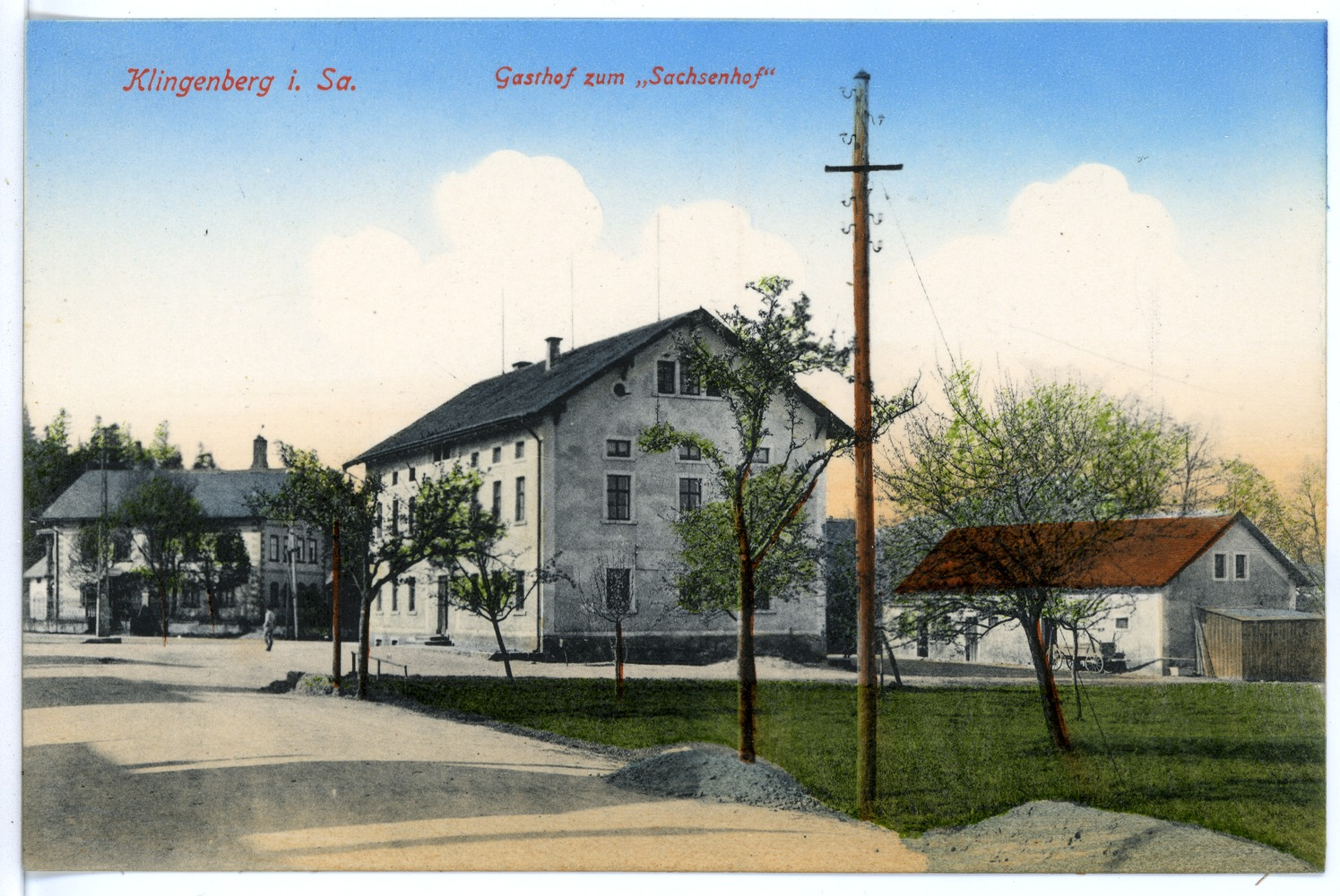
Gasthof Zum Sachsenhof, 1913

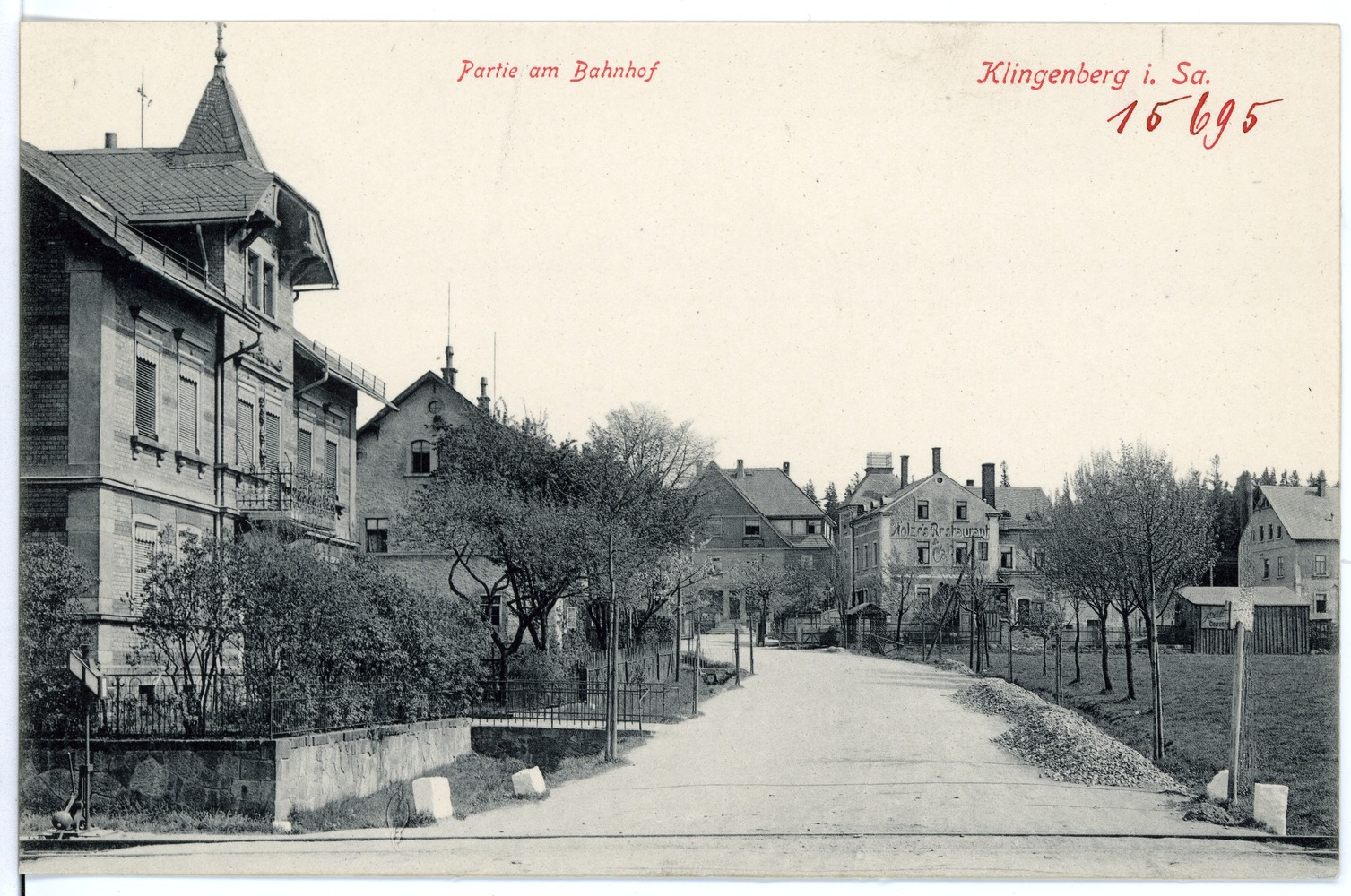
Bahnhofstraße, 1913

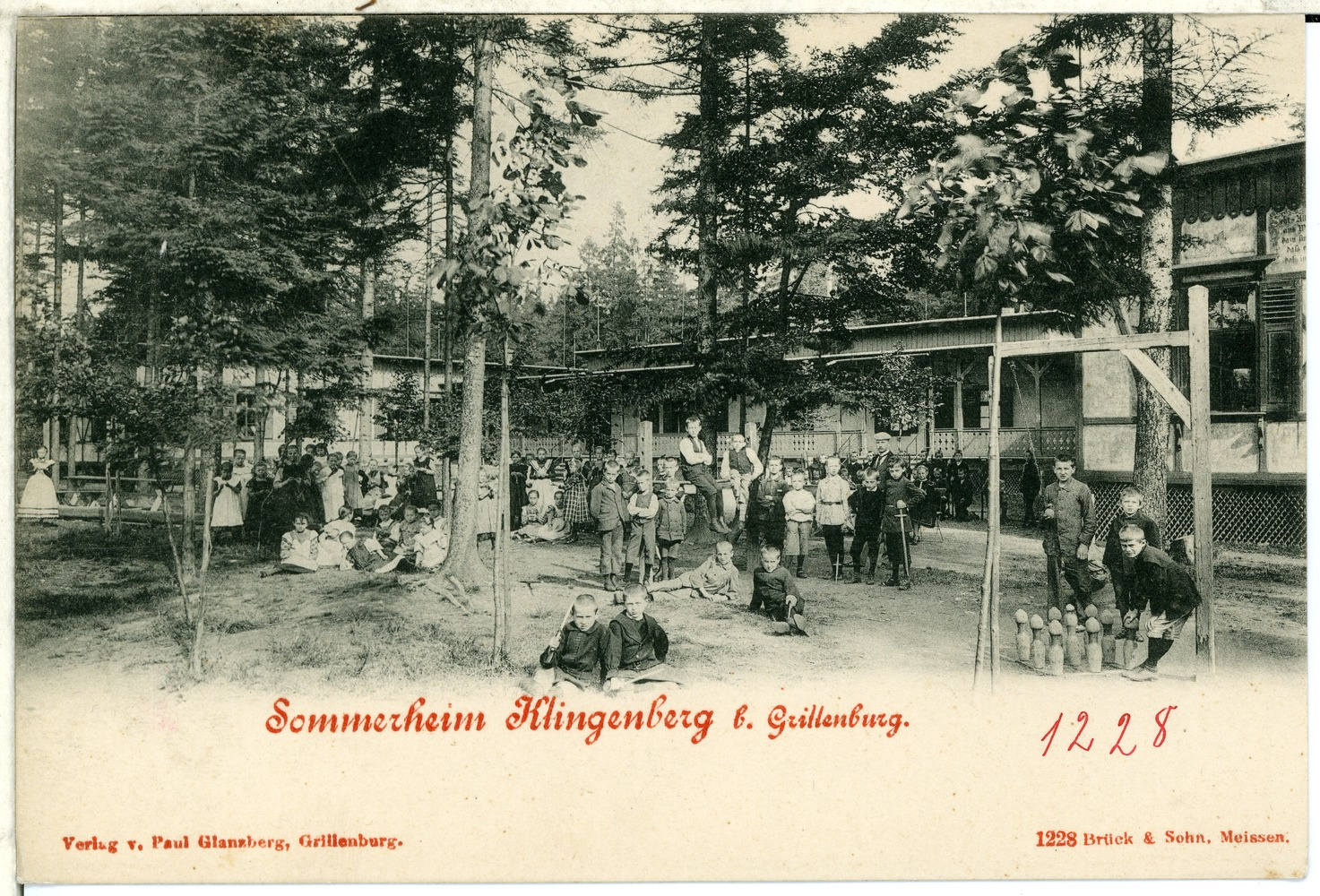
Sommerheim am Bondi-Haus, 1899

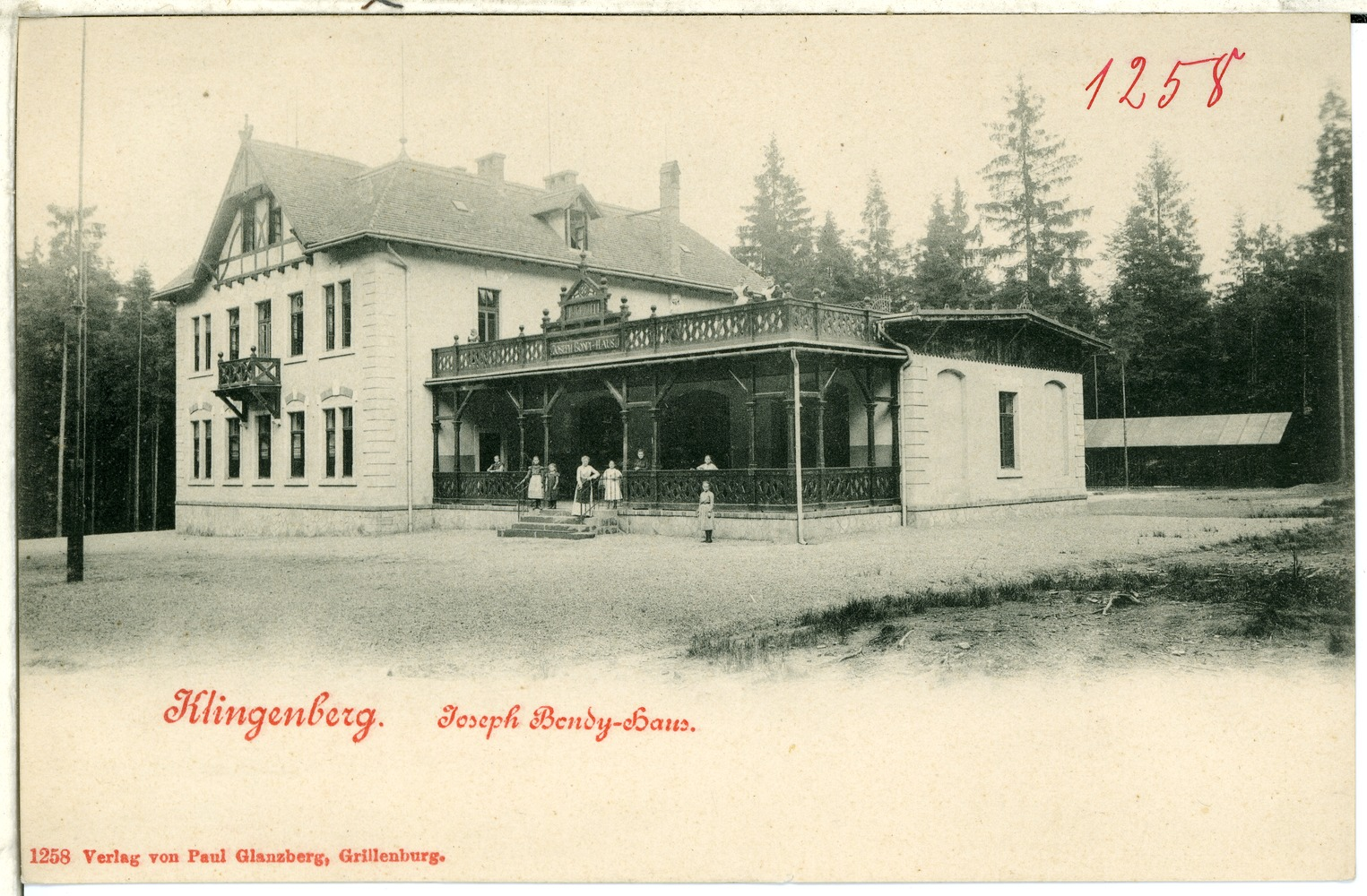
Joseph-Bondi-Haus, 1899

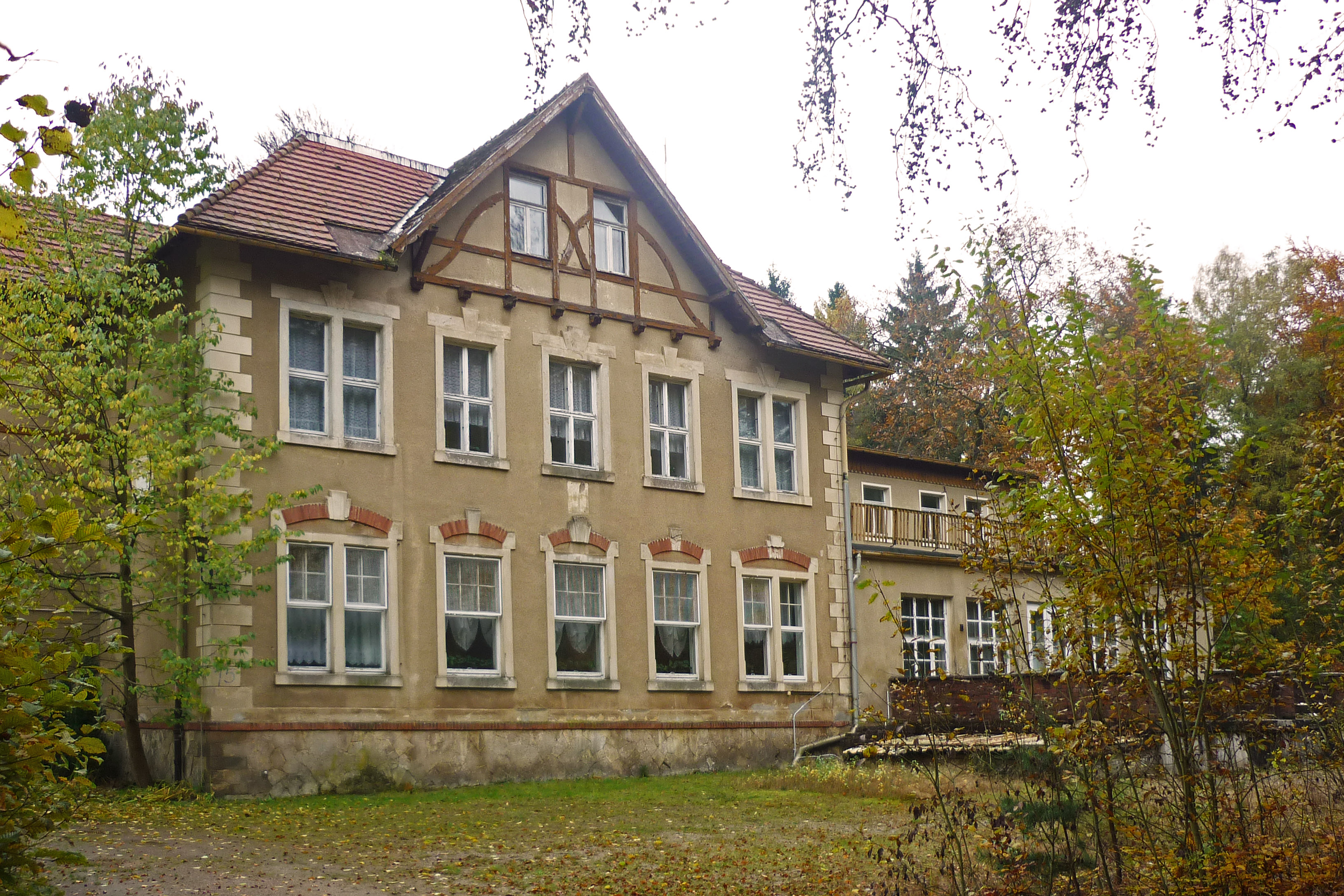
Joseph-Bondi-Haus, 2016

## Geografie
Die Siedlung Am Sachsenhof befindet sich ca. 1,5 km nordwestlich von Klingenberg neben dem Bahnhof Klingenberg-Colmnitz am Südrand des Tharandter Waldes. Südwestlich schließt sich auf der Gemarkung Colmnitz die Siedlung Am Bahnhof an. Die Siedlung liegt am nordwestlichen Ausläufer der Neuklingenberger Höhe (476 m) über dem Quellgebiet des Unteren Wiesenbaches. In der Kolonie Sachsenhof kreuzen sich die Staatsstraßen 189 zwischen Grillenburg und Pretzschendorf sowie 190 zwischen Klingenberg und Colmnitz. Im Norden und Westen wird die Siedlung von der Bahnstrecke Dresden–Werdau umfahren. Nördlich erhebt sich der X-Hübel (458 m), südwestlich der Streithübel (440 m) und westlich das Kohlgehau (456 m). Südöstlich entspringt der Seerenbach.

## Geschichte
Bis zur Mitte des 19. Jahrhunderts bestand das zum Rittergut Klingenberg gehörige Gebiet an der Grenze des Amtes Dresden zum Amt Grillenburg aus Wald und sumpfigen Quellwiesen. Vom Tharandter Wald umgeben, lag Reichbrodts Wiese. Die Wiese mit einer Ausdehnung von 40 Acker hielt das Gut Klingenberg bis 1736 und vererbte es an Bernhard von Zech. Südwestlich von Reichbrodts Wiese führte unterhalb des Streithübel das Pfützentor in den Tharandter Wald.
Zwischen 1859 und 1862 erfolgte der Bau der Eisenbahn von Tharandt nach Freiberg, in der Quellmulde des Unteren Wiesenbaches wurde auf der grünen Wiese der Bahnhof Klingenberg-Colmnitz angelegt. Südlich und östlich des Bahnhofes entstand danach eine kleine Kolonie mit Eisenbahnerhäusern, Villen, dem Gasthaus Sachsenhof und einem Postamt. Das Gemeinnützige Gestift zu Dresden errichtete nordöstlich des Bahnhofs im Tharandter Wald das Kinderheim Joseph-Bondi-Haus, auf dessen Gelände auch ein Sommerheim aus gezimmerten Hütten entstand. Der Bahnhof Klingenberg-Colmnitz entwickelte sich ab 1898 mit der Anlegung der Schmalspurbahn Klingenberg-Colmnitz–Frauenstein zu einem regionalen Verkehrsknotenpunkt. In der ersten Hälfte des 20. Jahrhunderts wurde die Kolonie Sachsenhof an der Straße nach Klingenberg erweitert; die Einfamilienhauszeilen entlang des Siedlungswegs und der Straße des Friedens wuchsen seitdem stetig an, der Abstand zwischen der Kolonie am Sachsenhof und dem Oberdorf von Klingenberg beträgt heute nur noch 700 m.
In den Jahren 1921–1923 nahm die Schmalspurbahn Klingenberg-Colmnitz–Oberdittmannsdorf den Verkehr auf. Während der NS-Zeit wurde das Joseph-Bondi-Heim zum Kinderheim der Stadt Freital umgewandelt. 1971 wurde die Schmalspurbahn Klingenberg-Colmnitz–Oberdittmannsdorf stillgelegt, im Jahr darauf auch die Strecke Klingenberg-Colmnitz–Frauenstein wurde 1972 stillgelegt. Der VEB Elektronische Bauelemente Dorfhain errichtete 1975 auf Reichbrodts Wiese seine neue Produktionsstätte, in der in den 1980er 600 Beschäftigte tätig waren. 1985 wurde in der Kolonie ein neues Schulgebäude für die 10-klassige Polytechnische Oberschule Klingenberg fertiggestellt. 1988 begann östlich des Bahnhofs der Bau des Wohngebietes Am Sachsenhof mit acht viergeschossigen Wohnblöcken mit insgesamt 240 Wohneinheiten. Im Joseph-Bondi-Haus war bis zum Herbst 1989 die Bezirksgewerkschaftsschule "Hermann Duncker" Dresden-Klingenberg des FDGB untergebracht. Aus der Privatisierung des VEB Elektronische Bauelemente Dorfhain ging 1990 die Sächsische Elektronik-Werke GmbH Klingenberg hervor, die 1992 aufgelöst wurde. Seit 1997 produzieren auf dem Gelände des Gewerbegebietes Klingenberg die AB Elektronik Sachsen GmbH und die Werkzeugbau Winkelmühle GmbH. Bei der im Jahre 2000 erfolgten Umgestaltung des Bahnhofes wurde das denkmalgeschützte Empfangsgebäude abgeworfen und durch Zäune von den neugestalteten Gleisanlagen getrennt, es ist seitdem dem Verfall und Vandalismus überlassen. Im Joseph-Bondi-Haus war von 2006 bis 2009 ein Asylbewerberheim mit bis zu 100 Plätzen untergebracht, seitdem ist das dem BGS Dresden gehörige Objekt leerstehend. Die Oberschule Klingenberg trägt seit 2015 den Namen Hans Poelzig. Das im Eisenbahn-Ambiente eingerichtete Gasthaus Sachsenhof ist seit dem Sommer 2016 geschlossen.

## Infrastruktur
Die Kolonie Sachsenhof bildet heute das wirtschaftliche Zentrum des Ortsteils Klingenberg und der gesamten, ansonsten ländlich geprägten Gemeinde. Der an der Linie S 3 der S-Bahn Dresden und der Bahnstrecke Dresden–Werdau gelegene Bahnhof Klingenberg-Colmnitz wurde im Jahre 2000 umgestaltet, der Bahnhofsvorplatz wurde dabei zum kombinierten Buswartestand und Pendlerparkplatz umgebaut. In der Siedlung befinden sich die Oberschule Hans Poelzig sowie, am Ortsausgang zum Dorf Klingenberg, eine Discounterfiliale. Im Gewerbegebiet produzieren die Unternehmen AB Elektronik Sachsen GmbH und Werkzeugbau Winkelmühle GmbH. Im angrenzenden Colmnitzer Anteil Am Bahnhof sind die Firma Essig Schneider, ein regional bekannter Hersteller von Spirituosen, Senf, Essig und Ölen sowie eine Filiale der Ostsächsischen Sparkasse Dresden ansässig.

## Sagen
Mit der heute durch das Gewerbegebiet überbauten Reichbrodts Wiese verknüpft sich die Sage vom wilden Jäger. Demnach soll der Bergrat Reichbrodt von Schrenkendorff nachts auf der Wiese, wo die Stammburg seines Geschlechts gestanden haben soll, sein Unwesen treiben. Eine Burg stand jedoch zu keiner Zeit auf der Wiese.